# Риърдан
Риърдан (на английски: Reardan) е град в окръг Линкълн, щата Вашингтон, САЩ. Риърдан е с население от 608 жители (2000) и обща площ от 1,2 km². Намира се на 766 m надморска височина. ЗИП кодът му е 99029, а телефонният му код е 509.